# Lista di asteroidi (610001-611000)
Di seguito una lista di asteroidi dal numero 610001  al 611000 con data di scoperta e scopritore.

## 610001–610100
| Nome   | Designazione provvisoria | Data di scoperta  | Scopritore                |
| ------ | ------------------------ | ----------------- | ------------------------- |
| 610001 | 2005 VB140               | 1 novembre 2005   | Mount Lemmon Survey       |
| 610002 | 2005 VU141               | 9 novembre 2013   | Pan-STARRS                |
| 610003 | 2005 VE142               | 10 novembre 2005  | Spacewatch                |
| 610004 | 2005 VO147               | 9 maggio 2011     | Mount Lemmon Survey       |
| 610005 | 2005 VP147               | 7 novembre 2005   | Osservatorio di Mauna Kea |
| 610006 | 2005 VY147               | 7 novembre 2005   | Osservatorio di Mauna Kea |
| 610007 | 2005 VA148               | 5 luglio 2016     | Pan-STARRS                |
| 610008 | 2005 VB148               | 1 novembre 2005   | Mount Lemmon Survey       |
| 610009 | 2005 VG148               | 3 gennaio 2017    | Pan-STARRS                |
| 610010 | 2005 VS149               | 13 aprile 2008    | Spacewatch                |
| 610011 | 2005 VE152               | 6 novembre 2005   | Spacewatch                |
| 610012 | 2005 VT152               | 7 novembre 2005   | Osservatorio di Mauna Kea |
| 610013 | 2005 VT153               | 1 novembre 2005   | Spacewatch                |
| 610014 | 2005 VO155               | 3 novembre 2005   | Mount Lemmon Survey       |
| 610015 | 2005 WZ22                | 25 ottobre 2001   | Spacewatch                |
| 610016 | 2005 WZ35                | 22 novembre 2005  | Spacewatch                |
| 610017 | 2005 WG36                | 22 novembre 2005  | Spacewatch                |
| 610018 | 2005 WU40                | 25 novembre 2005  | Mount Lemmon Survey       |
| 610019 | 2005 WB50                | 25 novembre 2005  | Mount Lemmon Survey       |
| 610020 | 2005 WQ52                | 25 novembre 2005  | Mount Lemmon Survey       |
| 610021 | 2005 WK58                | 27 ottobre 2005   | Mount Lemmon Survey       |
| 610022 | 2005 WP61                | 26 ottobre 2005   | Spacewatch                |
| 610023 | 2005 WK69                | 26 novembre 2005  | Mount Lemmon Survey       |
| 610024 | 2005 WK76                | 25 novembre 2005  | Spacewatch                |
| 610025 | 2005 WP80                | 26 novembre 2005  | Mount Lemmon Survey       |
| 610026 | 2005 WA86                | 29 ottobre 2005   | Mount Lemmon Survey       |
| 610027 | 2005 WA87                | 30 ottobre 2005   | Mount Lemmon Survey       |
| 610028 | 2005 WD92                | 25 novembre 2005  | Mount Lemmon Survey       |
| 610029 | 2005 WX92                | 25 novembre 2005  | Mount Lemmon Survey       |
| 610030 | 2005 WE93                | 25 novembre 2005  | Mount Lemmon Survey       |
| 610031 | 2005 WP94                | 26 novembre 2005  | Spacewatch                |
| 610032 | 2005 WR95                | 1 novembre 2005   | Mount Lemmon Survey       |
| 610033 | 2005 WH96                | 26 novembre 2005  | Spacewatch                |
| 610034 | 2005 WP96                | 26 novembre 2005  | Spacewatch                |
| 610035 | 2005 WP101               | 29 novembre 2005  | Spacewatch                |
| 610036 | 2005 WN102               | 29 novembre 2005  | Mount Lemmon Survey       |
| 610037 | 2005 WX105               | 25 ottobre 2005   | CSS                       |
| 610038 | 2005 WE112               | 30 novembre 2005  | Mount Lemmon Survey       |
| 610039 | 2005 WE126               | 25 novembre 2005  | Mount Lemmon Survey       |
| 610040 | 2005 WW128               | 25 novembre 2005  | Mount Lemmon Survey       |
| 610041 | 2005 WN129               | 25 novembre 2005  | Mount Lemmon Survey       |
| 610042 | 2005 WP129               | 1 ottobre 2005    | Mount Lemmon Survey       |
| 610043 | 2005 WX129               | 25 novembre 2005  | Mount Lemmon Survey       |
| 610044 | 2005 WW130               | 25 novembre 2005  | Mount Lemmon Survey       |
| 610045 | 2005 WO132               | 25 novembre 2005  | Mount Lemmon Survey       |
| 610046 | 2005 WC135               | 25 novembre 2005  | Mount Lemmon Survey       |
| 610047 | 2005 WO141               | 28 novembre 2005  | Mount Lemmon Survey       |
| 610048 | 2005 WJ161               | 28 novembre 2005  | Mount Lemmon Survey       |
| 610049 | 2005 WH162               | 10 novembre 2005  | Mount Lemmon Survey       |
| 610050 | 2005 WQ177               | 30 novembre 2005  | Spacewatch                |
| 610051 | 2005 WH189               | 30 novembre 2005  | Spacewatch                |
| 610052 | 2005 WP189               | 30 novembre 2005  | Spacewatch                |
| 610053 | 2005 WK192               | 25 novembre 2005  | CSS                       |
| 610054 | 2005 WD194               | 29 novembre 2005  | CSS                       |
| 610055 | 2005 WX195               | 26 novembre 2005  | Mount Lemmon Survey       |
| 610056 | 2005 WV201               | 29 novembre 2005  | Spacewatch                |
| 610057 | 2005 WC205               | 25 novembre 2005  | Mount Lemmon Survey       |
| 610058 | 2005 WU205               | 30 novembre 2005  | Mount Lemmon Survey       |
| 610059 | 2005 WL207               | 28 gennaio 2007   | Mount Lemmon Survey       |
| 610060 | 2005 WF209               | 29 novembre 2005  | Spacewatch                |
| 610061 | 2005 WT210               | 21 novembre 2005  | Spacewatch                |
| 610062 | 2005 WF211               | 21 aprile 2004    | Spacewatch                |
| 610063 | 2005 WR211               | 29 ottobre 2005   | Mount Lemmon Survey       |
| 610064 | 2005 WF213               | 22 novembre 2005  | Spacewatch                |
| 610065 | 2005 WM213               | 30 novembre 2005  | Spacewatch                |
| 610066 | 2005 WH214               | 25 novembre 2005  | Mount Lemmon Survey       |
| 610067 | 2005 WJ214               | 23 luglio 2015    | Pan-STARRS                |
| 610068 | 2005 WR214               | 2 marzo 2011      | Mount Lemmon Survey       |
| 610069 | 2005 WP216               | 1 agosto 2016     | Pan-STARRS                |
| 610070 | 2005 WF217               | 28 novembre 2005  | NEAT                      |
| 610071 | 2005 WH217               | 26 novembre 2005  | Spacewatch                |
| 610072 | 2005 WS217               | 29 novembre 2005  | Spacewatch                |
| 610073 | 2005 WU217               | 21 novembre 2005  | Spacewatch                |
| 610074 | 2005 WV217               | 25 novembre 2005  | Spacewatch                |
| 610075 | 2005 WA218               | 25 novembre 2005  | Spacewatch                |
| 610076 | 2005 XE9                 | 1 dicembre 2005   | Spacewatch                |
| 610077 | 2005 XR11                | 1 dicembre 2005   | Spacewatch                |
| 610078 | 2005 XT11                | 1 dicembre 2005   | Spacewatch                |
| 610079 | 2005 XM13                | 1 dicembre 2005   | Spacewatch                |
| 610080 | 2005 XQ18                | 1 dicembre 2005   | Spacewatch                |
| 610081 | 2005 XK19                | 2 dicembre 2005   | Spacewatch                |
| 610082 | 2005 XL27                | 6 dicembre 2005   | D. Healy                  |
| 610083 | 2005 XN30                | 12 gennaio 1996   | Spacewatch                |
| 610084 | 2005 XY31                | 2 dicembre 2005   | Spacewatch                |
| 610085 | 2005 XQ38                | 5 dicembre 2005   | Spacewatch                |
| 610086 | 2005 XL41                | 6 dicembre 2005   | Spacewatch                |
| 610087 | 2005 XX41                | 7 dicembre 2005   | Spacewatch                |
| 610088 | 2005 XS45                | 2 dicembre 2005   | Spacewatch                |
| 610089 | 2005 XO47                | 2 dicembre 2005   | Spacewatch                |
| 610090 | 2005 XR47                | 2 dicembre 2005   | Spacewatch                |
| 610091 | 2005 XF49                | 2 dicembre 2005   | Spacewatch                |
| 610092 | 2005 XD50                | 2 dicembre 2005   | Spacewatch                |
| 610093 | 2005 XG52                | 2 dicembre 2005   | Spacewatch                |
| 610094 | 2005 XS52                | 2 dicembre 2005   | Spacewatch                |
| 610095 | 2005 XA53                | 22 settembre 2004 | Spacewatch                |
| 610096 | 2005 XY55                | 5 dicembre 2005   | Mount Lemmon Survey       |
| 610097 | 2005 XH58                | 2 dicembre 2005   | Mount Lemmon Survey       |
| 610098 | 2005 XO61                | 4 dicembre 2005   | Spacewatch                |
| 610099 | 2005 XQ68                | 25 novembre 2005  | Spacewatch                |
| 610100 | 2005 XY69                | 6 dicembre 2005   | Spacewatch                |

## 610101–610200
| Nome   | Designazione provvisoria | Data di scoperta | Scopritore                 |
| ------ | ------------------------ | ---------------- | -------------------------- |
| 610101 | 2005 XU71                | 26 dicembre 2000 | Spacewatch                 |
| 610102 | 2005 XR72                | 6 dicembre 2005  | Spacewatch                 |
| 610103 | 2005 XH74                | 6 dicembre 2005  | Spacewatch                 |
| 610104 | 2005 XK74                | 6 dicembre 2005  | Spacewatch                 |
| 610105 | 2005 XR75                | 6 dicembre 2005  | Spacewatch                 |
| 610106 | 2005 XU82                | 10 dicembre 2005 | Spacewatch                 |
| 610107 | 2005 XY83                | 3 novembre 2005  | Mount Lemmon Survey        |
| 610108 | 2005 XF86                | 7 dicembre 2005  | Spacewatch                 |
| 610109 | 2005 XM89                | 7 dicembre 2005  | Spacewatch                 |
| 610110 | 2005 XQ90                | 8 dicembre 2005  | Spacewatch                 |
| 610111 | 2005 XL91                | 10 dicembre 2005 | Spacewatch                 |
| 610112 | 2005 XT100               | 1 dicembre 2005  | L. H. Wasserman, R. Millis |
| 610113 | 2005 XC103               | 10 gennaio 2006  | Mount Lemmon Survey        |
| 610114 | 2005 XW103               | 1 dicembre 2005  | L. H. Wasserman, R. Millis |
| 610115 | 2005 XT104               | 1 dicembre 2005  | L. H. Wasserman, R. Millis |
| 610116 | 2005 XU104               | 7 ottobre 2005   | Osservatorio di Mauna Kea  |
| 610117 | 2005 XZ105               | 1 dicembre 2005  | L. H. Wasserman, R. Millis |
| 610118 | 2005 XK106               | 1 dicembre 2005  | L. H. Wasserman, R. Millis |
| 610119 | 2005 XR109               | 1 dicembre 2005  | Mount Lemmon Survey        |
| 610120 | 2005 XB111               | 3 dicembre 2005  | Osservatorio di Mauna Kea  |
| 610121 | 2005 XC111               | 3 dicembre 2005  | Osservatorio di Mauna Kea  |
| 610122 | 2005 XY112               | 7 aprile 2008    | Spacewatch                 |
| 610123 | 2005 XW117               | 17 gennaio 2015  | Pan-STARRS                 |
| 610124 | 2005 XP119               | 13 agosto 2004   | Cerro Tololo Obs.          |
| 610125 | 2005 XR119               | 6 dicembre 2005  | Spacewatch                 |
| 610126 | 2005 XS120               | 4 dicembre 2005  | Spacewatch                 |
| 610127 | 2005 XD121               | 8 dicembre 2005  | Spacewatch                 |
| 610128 | 2005 XE121               | 2 gennaio 2011   | Mount Lemmon Survey        |
| 610129 | 2005 XG121               | 2 dicembre 2005  | Osservatorio di Mauna Kea  |
| 610130 | 2005 XV121               | 5 dicembre 2005  | Spacewatch                 |
| 610131 | 2005 XX121               | 21 maggio 2012   | Mount Lemmon Survey        |
| 610132 | 2005 XD122               | 3 dicembre 2005  | Osservatorio di Mauna Kea  |
| 610133 | 2005 XR122               | 30 agosto 2014   | Mount Lemmon Survey        |
| 610134 | 2005 XV122               | 12 novembre 2010 | Mount Lemmon Survey        |
| 610135 | 2005 XW122               | 1 dicembre 2005  | Spacewatch                 |
| 610136 | 2005 XH123               | 21 agosto 2015   | Pan-STARRS                 |
| 610137 | 2005 XG124               | 30 luglio 2008   | Spacewatch                 |
| 610138 | 2005 XT125               | 27 dicembre 2016 | Mount Lemmon Survey        |
| 610139 | 2005 XE126               | 10 ottobre 2015  | Pan-STARRS                 |
| 610140 | 2005 XC128               | 19 ottobre 2010  | Mount Lemmon Survey        |
| 610141 | 2005 XZ128               | 2 dicembre 2005  | Mount Lemmon Survey        |
| 610142 | 2005 XJ129               | 8 novembre 2016  | Pan-STARRS                 |
| 610143 | 2005 XQ129               | 2 dicembre 2005  | Spacewatch                 |
| 610144 | 2005 XX129               | 5 dicembre 2005  | Spacewatch                 |
| 610145 | 2005 XJ130               | 4 dicembre 2005  | Spacewatch                 |
| 610146 | 2005 XE133               | 4 dicembre 2005  | Spacewatch                 |
| 610147 | 2005 XR133               | 2 dicembre 2005  | Spacewatch                 |
| 610148 | 2005 XS133               | 2 dicembre 2005  | Mount Lemmon Survey        |
| 610149 | 2005 XB134               | 4 dicembre 2005  | Spacewatch                 |
| 610150 | 2005 XQ134               | 6 dicembre 2005  | Spacewatch                 |
| 610151 | 2005 YK1                 | 29 ottobre 2005  | CSS                        |
| 610152 | 2005 YJ2                 | 25 ottobre 2005  | Mount Lemmon Survey        |
| 610153 | 2005 YU4                 | 21 dicembre 2005 | Spacewatch                 |
| 610154 | 2005 YE11                | 21 dicembre 2005 | Spacewatch                 |
| 610155 | 2005 YU18                | 29 ottobre 2005  | Mount Lemmon Survey        |
| 610156 | 2005 YQ19                | 24 dicembre 2005 | Spacewatch                 |
| 610157 | 2005 YH21                | 24 dicembre 2005 | Spacewatch                 |
| 610158 | 2005 YK25                | 24 dicembre 2005 | Spacewatch                 |
| 610159 | 2005 YR28                | 22 dicembre 2005 | Spacewatch                 |
| 610160 | 2005 YY30                | 22 dicembre 2005 | Spacewatch                 |
| 610161 | 2005 YW39                | 22 dicembre 2005 | Spacewatch                 |
| 610162 | 2005 YD44                | 11 aprile 2003   | Spacewatch                 |
| 610163 | 2005 YK49                | 22 dicembre 2005 | Spacewatch                 |
| 610164 | 2005 YJ54                | 30 novembre 2005 | Mount Lemmon Survey        |
| 610165 | 2005 YZ58                | 25 dicembre 2005 | Mount Lemmon Survey        |
| 610166 | 2005 YG60                | 22 dicembre 2005 | Spacewatch                 |
| 610167 | 2005 YF62                | 24 dicembre 2005 | Spacewatch                 |
| 610168 | 2005 YB63                | 8 dicembre 2005  | Spacewatch                 |
| 610169 | 2005 YF66                | 25 dicembre 2005 | Spacewatch                 |
| 610170 | 2005 YC74                | 11 aprile 2003   | Spacewatch                 |
| 610171 | 2005 YK76                | 24 dicembre 2005 | Spacewatch                 |
| 610172 | 2005 YO76                | 24 dicembre 2005 | Spacewatch                 |
| 610173 | 2005 YB78                | 24 dicembre 2005 | Spacewatch                 |
| 610174 | 2005 YQ78                | 24 dicembre 2005 | Spacewatch                 |
| 610175 | 2005 YX79                | 1 dicembre 2005  | Mount Lemmon Survey        |
| 610176 | 2005 YJ82                | 24 dicembre 2005 | Spacewatch                 |
| 610177 | 2005 YR83                | 24 dicembre 2005 | Spacewatch                 |
| 610178 | 2005 YG85                | 25 dicembre 2005 | Mount Lemmon Survey        |
| 610179 | 2005 YX85                | 25 dicembre 2005 | Mount Lemmon Survey        |
| 610180 | 2005 YZ89                | 26 dicembre 2005 | Mount Lemmon Survey        |
| 610181 | 2005 YS92                | 27 dicembre 2005 | Mount Lemmon Survey        |
| 610182 | 2005 YC95                | 25 dicembre 2005 | Mount Lemmon Survey        |
| 610183 | 2005 YW96                | 28 novembre 2005 | Spacewatch                 |
| 610184 | 2005 YM97                | 24 dicembre 2005 | Spacewatch                 |
| 610185 | 2005 YN98                | 26 dicembre 2005 | Spacewatch                 |
| 610186 | 2005 YE102               | 25 dicembre 2005 | Spacewatch                 |
| 610187 | 2005 YC103               | 25 dicembre 2005 | Spacewatch                 |
| 610188 | 2005 YW106               | 25 dicembre 2005 | Mount Lemmon Survey        |
| 610189 | 2005 YB109               | 25 dicembre 2005 | Spacewatch                 |
| 610190 | 2005 YP109               | 25 dicembre 2005 | Spacewatch                 |
| 610191 | 2005 YL111               | 25 dicembre 2005 | Spacewatch                 |
| 610192 | 2005 YZ112               | 25 dicembre 2005 | Mount Lemmon Survey        |
| 610193 | 2005 YG117               | 25 dicembre 2005 | Spacewatch                 |
| 610194 | 2005 YN118               | 25 dicembre 2005 | Spacewatch                 |
| 610195 | 2005 YY134               | 26 dicembre 2005 | Spacewatch                 |
| 610196 | 2005 YB135               | 26 dicembre 2005 | Spacewatch                 |
| 610197 | 2005 YV135               | 5 dicembre 2005  | Mount Lemmon Survey        |
| 610198 | 2005 YB136               | 26 dicembre 2005 | Spacewatch                 |
| 610199 | 2005 YD136               | 5 dicembre 2005  | Mount Lemmon Survey        |
| 610200 | 2005 YK136               | 29 aprile 2003   | Spacewatch                 |

## 610201–610300
| Nome   | Designazione provvisoria | Data di scoperta  | Scopritore          |
| ------ | ------------------------ | ----------------- | ------------------- |
| 610201 | 2005 YN137               | 26 dicembre 2005  | Spacewatch          |
| 610202 | 2005 YM139               | 4 dicembre 2005   | Spacewatch          |
| 610203 | 2005 YO139               | 28 dicembre 2005  | Spacewatch          |
| 610204 | 2005 YM141               | 28 dicembre 2005  | Mount Lemmon Survey |
| 610205 | 2005 YN142               | 28 dicembre 2005  | Mount Lemmon Survey |
| 610206 | 2005 YO142               | 28 dicembre 2005  | Mount Lemmon Survey |
| 610207 | 2005 YZ145               | 29 dicembre 2005  | LINEAR              |
| 610208 | 2005 YB146               | 29 dicembre 2005  | Mount Lemmon Survey |
| 610209 | 2005 YG148               | 25 dicembre 2005  | Spacewatch          |
| 610210 | 2005 YS152               | 10 dicembre 2005  | Spacewatch          |
| 610211 | 2005 YK156               | 25 novembre 2005  | Mount Lemmon Survey |
| 610212 | 2005 YT162               | 27 dicembre 2005  | Mount Lemmon Survey |
| 610213 | 2005 YX162               | 27 dicembre 2005  | Mount Lemmon Survey |
| 610214 | 2005 YG163               | 1 dicembre 2005   | Mount Lemmon Survey |
| 610215 | 2005 YL163               | 1 dicembre 2005   | Mount Lemmon Survey |
| 610216 | 2005 YF167               | 27 dicembre 2005  | Spacewatch          |
| 610217 | 2005 YR168               | 29 dicembre 2005  | Spacewatch          |
| 610218 | 2005 YL169               | 10 dicembre 2005  | Spacewatch          |
| 610219 | 2005 YJ170               | 31 dicembre 2005  | Spacewatch          |
| 610220 | 2005 YH178               | 24 dicembre 2005  | Spacewatch          |
| 610221 | 2005 YM179               | 26 dicembre 2005  | Mount Lemmon Survey |
| 610222 | 2005 YV179               | 28 dicembre 2005  | Mount Lemmon Survey |
| 610223 | 2005 YE183               | 27 dicembre 2005  | Spacewatch          |
| 610224 | 2005 YT184               | 27 dicembre 2005  | Spacewatch          |
| 610225 | 2005 YO185               | 28 dicembre 2005  | Mount Lemmon Survey |
| 610226 | 2005 YY186               | 28 dicembre 2005  | Mount Lemmon Survey |
| 610227 | 2005 YM189               | 29 dicembre 2005  | Spacewatch          |
| 610228 | 2005 YD192               | 5 dicembre 2005   | Mount Lemmon Survey |
| 610229 | 2005 YS193               | 30 dicembre 2005  | Spacewatch          |
| 610230 | 2005 YQ196               | 8 dicembre 2005   | Spacewatch          |
| 610231 | 2005 YD197               | 25 dicembre 2005  | Spacewatch          |
| 610232 | 2005 YP197               | 2 dicembre 2005   | Mount Lemmon Survey |
| 610233 | 2005 YL198               | 25 dicembre 2005  | Mount Lemmon Survey |
| 610234 | 2005 YO198               | 25 dicembre 2005  | Spacewatch          |
| 610235 | 2005 YO214               | 12 ottobre 2004   | Spacewatch          |
| 610236 | 2005 YL215               | 29 dicembre 2005  | Spacewatch          |
| 610237 | 2005 YS218               | 30 dicembre 2005  | Mount Lemmon Survey |
| 610238 | 2005 YX219               | 25 dicembre 2005  | Mount Lemmon Survey |
| 610239 | 2005 YK226               | 4 dicembre 2005   | Mount Lemmon Survey |
| 610240 | 2005 YF227               | 25 dicembre 2005  | Mount Lemmon Survey |
| 610241 | 2005 YB230               | 26 dicembre 2005  | Spacewatch          |
| 610242 | 2005 YQ232               | 29 aprile 2003    | Spacewatch          |
| 610243 | 2005 YH235               | 28 dicembre 2005  | Mount Lemmon Survey |
| 610244 | 2005 YJ235               | 28 dicembre 2005  | Mount Lemmon Survey |
| 610245 | 2005 YP240               | 29 dicembre 2005  | Spacewatch          |
| 610246 | 2005 YN243               | 30 dicembre 2005  | Spacewatch          |
| 610247 | 2005 YQ243               | 30 dicembre 2005  | Spacewatch          |
| 610248 | 2005 YF245               | 4 agosto 2003     | Spacewatch          |
| 610249 | 2005 YM246               | 20 febbraio 2001  | Spacewatch          |
| 610250 | 2005 YF250               | 28 dicembre 2005  | Spacewatch          |
| 610251 | 2005 YH250               | 28 dicembre 2005  | Mount Lemmon Survey |
| 610252 | 2005 YN251               | 28 dicembre 2005  | Spacewatch          |
| 610253 | 2005 YQ252               | 29 dicembre 2005  | Spacewatch          |
| 610254 | 2005 YB253               | 18 settembre 2003 | Spacewatch          |
| 610255 | 2005 YX254               | 30 dicembre 2005  | Spacewatch          |
| 610256 | 2005 YM257               | 30 dicembre 2005  | Spacewatch          |
| 610257 | 2005 YE258               | 8 dicembre 2005   | Spacewatch          |
| 610258 | 2005 YK259               | 24 dicembre 2005  | Spacewatch          |
| 610259 | 2005 YU261               | 25 dicembre 2005  | Spacewatch          |
| 610260 | 2005 YZ261               | 25 dicembre 2005  | Spacewatch          |
| 610261 | 2005 YP262               | 10 novembre 2005  | Mount Lemmon Survey |
| 610262 | 2005 YA263               | 25 dicembre 2005  | Spacewatch          |
| 610263 | 2005 YV264               | 13 gennaio 2002   | Spacewatch          |
| 610264 | 2005 YE266               | 27 dicembre 2005  | Spacewatch          |
| 610265 | 2005 YU267               | 25 dicembre 2005  | Mount Lemmon Survey |
| 610266 | 2005 YY267               | 25 dicembre 2005  | Mount Lemmon Survey |
| 610267 | 2005 YD268               | 25 dicembre 2005  | Mount Lemmon Survey |
| 610268 | 2005 YK268               | 25 dicembre 2005  | Mount Lemmon Survey |
| 610269 | 2005 YV269               | 26 dicembre 2005  | Spacewatch          |
| 610270 | 2005 YL274               | 5 dicembre 2005   | Mount Lemmon Survey |
| 610271 | 2005 YO274               | 30 dicembre 2005  | Spacewatch          |
| 610272 | 2005 YS275               | 26 novembre 2005  | Mount Lemmon Survey |
| 610273 | 2005 YA276               | 21 dicembre 2005  | Spacewatch          |
| 610274 | 2005 YF276               | 22 dicembre 2005  | Spacewatch          |
| 610275 | 2005 YK277               | 25 dicembre 2005  | Spacewatch          |
| 610276 | 2005 YF278               | 25 dicembre 2005  | Spacewatch          |
| 610277 | 2005 YA280               | 25 dicembre 2005  | Spacewatch          |
| 610278 | 2005 YH280               | 25 dicembre 2005  | Mount Lemmon Survey |
| 610279 | 2005 YJ280               | 25 dicembre 2005  | Mount Lemmon Survey |
| 610280 | 2005 YA281               | 25 dicembre 2005  | Spacewatch          |
| 610281 | 2005 YB281               | 25 dicembre 2005  | Spacewatch          |
| 610282 | 2005 YN284               | 28 dicembre 2005  | Mount Lemmon Survey |
| 610283 | 2005 YU284               | 28 dicembre 2005  | Mount Lemmon Survey |
| 610284 | 2005 YV285               | 30 dicembre 2005  | Spacewatch          |
| 610285 | 2005 YA286               | 30 dicembre 2005  | Spacewatch          |
| 610286 | 2005 YS291               | 25 dicembre 2005  | Mount Lemmon Survey |
| 610287 | 2005 YU293               | 28 dicembre 2005  | Mount Lemmon Survey |
| 610288 | 2005 YX293               | 31 dicembre 2005  | Spacewatch          |
| 610289 | 2005 YK294               | 10 aprile 2010    | Spacewatch          |
| 610290 | 2005 YT294               | 8 luglio 2014     | Pan-STARRS          |
| 610291 | 2005 YU294               | 8 maggio 2013     | Pan-STARRS          |
| 610292 | 2005 YE295               | 16 marzo 2012     | Pan-STARRS          |
| 610293 | 2005 YN295               | 11 novembre 2010  | Mount Lemmon Survey |
| 610294 | 2005 YS295               | 27 dicembre 2005  | Mount Lemmon Survey |
| 610295 | 2005 YB296               | 19 gennaio 2012   | Pan-STARRS          |
| 610296 | 2005 YV296               | 2 dicembre 2010   | Mount Lemmon Survey |
| 610297 | 2005 YO297               | 13 dicembre 2013  | Mount Lemmon Survey |
| 610298 | 2005 YS297               | 15 febbraio 2012  | Pan-STARRS          |
| 610299 | 2005 YW297               | 22 aprile 2017    | Mount Lemmon Survey |
| 610300 | 2005 YF298               | 23 settembre 2015 | Pan-STARRS          |

## 610301–610400
| Nome   | Designazione provvisoria | Data di scoperta  | Scopritore          |
| ------ | ------------------------ | ----------------- | ------------------- |
| 610301 | 2005 YR298               | 2 gennaio 2017    | Pan-STARRS          |
| 610302 | 2005 YV298               | 12 novembre 2010  | Mount Lemmon Survey |
| 610303 | 2005 YX298               | 8 agosto 2016     | Pan-STARRS          |
| 610304 | 2005 YF299               | 4 settembre 2014  | Pan-STARRS          |
| 610305 | 2005 YV300               | 28 dicembre 2005  | Spacewatch          |
| 610306 | 2005 YG301               | 25 dicembre 2005  | Mount Lemmon Survey |
| 610307 | 2005 YU301               | 29 dicembre 2005  | Mount Lemmon Survey |
| 610308 | 2006 AG8                 | 5 gennaio 2006    | CSS                 |
| 610309 | 2006 AK9                 | 4 gennaio 2006    | Spacewatch          |
| 610310 | 2006 AM14                | 6 dicembre 2005   | Mount Lemmon Survey |
| 610311 | 2006 AU17                | 5 gennaio 2006    | Spacewatch          |
| 610312 | 2006 AS22                | 4 gennaio 2006    | Spacewatch          |
| 610313 | 2006 AN23                | 25 dicembre 2005  | Mount Lemmon Survey |
| 610314 | 2006 AU24                | 5 gennaio 2006    | Spacewatch          |
| 610315 | 2006 AY26                | 5 gennaio 2006    | Mount Lemmon Survey |
| 610316 | 2006 AQ29                | 30 dicembre 2005  | Spacewatch          |
| 610317 | 2006 AX32                | 5 gennaio 2006    | Spacewatch          |
| 610318 | 2006 AK35                | 4 gennaio 2006    | Spacewatch          |
| 610319 | 2006 AA39                | 25 dicembre 2005  | Mount Lemmon Survey |
| 610320 | 2006 AQ41                | 5 gennaio 2006    | Mount Lemmon Survey |
| 610321 | 2006 AY42                | 6 gennaio 2006    | Spacewatch          |
| 610322 | 2006 AG49                | 5 gennaio 2006    | Spacewatch          |
| 610323 | 2006 AY51                | 5 gennaio 2006    | Spacewatch          |
| 610324 | 2006 AZ51                | 2 dicembre 2005   | Mount Lemmon Survey |
| 610325 | 2006 AV52                | 26 dicembre 2005  | Mount Lemmon Survey |
| 610326 | 2006 AU53                | 28 dicembre 2005  | Spacewatch          |
| 610327 | 2006 AG55                | 5 gennaio 2006    | Spacewatch          |
| 610328 | 2006 AK55                | 5 gennaio 2006    | Spacewatch          |
| 610329 | 2006 AL55                | 5 gennaio 2006    | Spacewatch          |
| 610330 | 2006 AH60                | 5 gennaio 2006    | Spacewatch          |
| 610331 | 2006 AL60                | 5 gennaio 2006    | Spacewatch          |
| 610332 | 2006 AU60                | 5 gennaio 2006    | Spacewatch          |
| 610333 | 2006 AO67                | 9 gennaio 2006    | Spacewatch          |
| 610334 | 2006 AQ68                | 5 gennaio 2006    | Mount Lemmon Survey |
| 610335 | 2006 AW71                | 6 gennaio 2006    | Spacewatch          |
| 610336 | 2006 AH76                | 5 gennaio 2006    | Spacewatch          |
| 610337 | 2006 AJ77                | 25 dicembre 2005  | Spacewatch          |
| 610338 | 2006 AZ88                | 5 gennaio 2006    | Mount Lemmon Survey |
| 610339 | 2006 AX89                | 5 gennaio 2006    | Mount Lemmon Survey |
| 610340 | 2006 AX91                | 7 gennaio 2006    | Mount Lemmon Survey |
| 610341 | 2006 AF92                | 7 gennaio 2006    | Mount Lemmon Survey |
| 610342 | 2006 AE93                | 7 gennaio 2006    | Spacewatch          |
| 610343 | 2006 AW94                | 30 dicembre 2005  | Spacewatch          |
| 610344 | 2006 AW95                | 8 gennaio 2006    | Mount Lemmon Survey |
| 610345 | 2006 AL99                | 27 dicembre 2005  | Mount Lemmon Survey |
| 610346 | 2006 AW103               | 19 settembre 2003 | Spacewatch          |
| 610347 | 2006 AK104               | 7 gennaio 2006    | Mount Lemmon Survey |
| 610348 | 2006 AO104               | 10 gennaio 2006   | Mount Lemmon Survey |
| 610349 | 2006 AZ107               | 7 gennaio 2006    | Spacewatch          |
| 610350 | 2006 AE108               | 10 gennaio 2006   | Mount Lemmon Survey |
| 610351 | 2006 AV108               | 24 settembre 2008 | CSS                 |
| 610352 | 2006 AX108               | 3 novembre 2010   | Spacewatch          |
| 610353 | 2006 AY108               | 12 giugno 2013    | Pan-STARRS          |
| 610354 | 2006 AX109               | 10 gennaio 2006   | Spacewatch          |
| 610355 | 2006 AD110               | 7 gennaio 2006    | Spacewatch          |
| 610356 | 2006 AM110               | 16 giugno 2012    | Pan-STARRS          |
| 610357 | 2006 AR110               | 4 gennaio 2011    | Mount Lemmon Survey |
| 610358 | 2006 AU110               | 5 gennaio 2006    | Spacewatch          |
| 610359 | 2006 AX110               | 7 gennaio 2006    | Spacewatch          |
| 610360 | 2006 AD111               | 2 gennaio 2006    | Mount Lemmon Survey |
| 610361 | 2006 AL111               | 8 gennaio 2006    | Spacewatch          |
| 610362 | 2006 AT111               | 28 agosto 2014    | Pan-STARRS          |
| 610363 | 2006 AF112               | 15 maggio 2013    | Pan-STARRS          |
| 610364 | 2006 AT112               | 4 gennaio 2006    | Spacewatch          |
| 610365 | 2006 AV112               | 13 dicembre 2015  | Pan-STARRS          |
| 610366 | 2006 AY112               | 30 settembre 2009 | Mount Lemmon Survey |
| 610367 | 2006 AH113               | 9 gennaio 2006    | Mount Lemmon Survey |
| 610368 | 2006 AU113               | 22 agosto 2014    | Pan-STARRS          |
| 610369 | 2006 AK114               | 1 novembre 2015   | Mount Lemmon Survey |
| 610370 | 2006 AW114               | 4 gennaio 2006    | Spacewatch          |
| 610371 | 2006 AB115               | 5 gennaio 2006    | Mount Lemmon Survey |
| 610372 | 2006 AO115               | 7 gennaio 2006    | Spacewatch          |
| 610373 | 2006 AW115               | 7 gennaio 2006    | Mount Lemmon Survey |
| 610374 | 2006 AL116               | 10 gennaio 2006   | Spacewatch          |
| 610375 | 2006 BL1                 | 19 gennaio 2006   | CSS                 |
| 610376 | 2006 BA3                 | 25 dicembre 2005  | Spacewatch          |
| 610377 | 2006 BR3                 | 22 dicembre 2005  | Spacewatch          |
| 610378 | 2006 BE5                 | 21 gennaio 2006   | Spacewatch          |
| 610379 | 2006 BR7                 | 7 gennaio 2006    | Mount Lemmon Survey |
| 610380 | 2006 BM15                | 22 gennaio 2006   | Mount Lemmon Survey |
| 610381 | 2006 BD19                | 22 gennaio 2006   | Mount Lemmon Survey |
| 610382 | 2006 BP27                | 22 gennaio 2006   | Mount Lemmon Survey |
| 610383 | 2006 BC28                | 8 gennaio 2006    | Spacewatch          |
| 610384 | 2006 BW29                | 5 dicembre 2005   | Mount Lemmon Survey |
| 610385 | 2006 BW35                | 23 gennaio 2006   | Spacewatch          |
| 610386 | 2006 BH37                | 23 gennaio 2006   | Mount Lemmon Survey |
| 610387 | 2006 BU38                | 10 gennaio 2006   | Mount Lemmon Survey |
| 610388 | 2006 BE42                | 29 dicembre 2005  | Spacewatch          |
| 610389 | 2006 BQ43                | 23 gennaio 2006   | CSS                 |
| 610390 | 2006 BN44                | 23 gennaio 2006   | Mount Lemmon Survey |
| 610391 | 2006 BB50                | 25 gennaio 2006   | Spacewatch          |
| 610392 | 2006 BD53                | 25 gennaio 2006   | Spacewatch          |
| 610393 | 2006 BF53                | 25 gennaio 2006   | Spacewatch          |
| 610394 | 2006 BE58                | 8 gennaio 2006    | Mount Lemmon Survey |
| 610395 | 2006 BR63                | 22 gennaio 2006   | Mount Lemmon Survey |
| 610396 | 2006 BG64                | 6 gennaio 2006    | Spacewatch          |
| 610397 | 2006 BY64                | 22 gennaio 2006   | Mount Lemmon Survey |
| 610398 | 2006 BH67                | 23 gennaio 2006   | Spacewatch          |
| 610399 | 2006 BH70                | 23 gennaio 2006   | Spacewatch          |
| 610400 | 2006 BL70                | 23 gennaio 2006   | Spacewatch          |

## 610401–610500
| Nome   | Designazione provvisoria | Data di scoperta | Scopritore                 |
| ------ | ------------------------ | ---------------- | -------------------------- |
| 610401 | 2006 BF72                | 23 gennaio 2006  | Spacewatch                 |
| 610402 | 2006 BZ72                | 23 gennaio 2006  | Spacewatch                 |
| 610403 | 2006 BD77                | 23 gennaio 2006  | Mount Lemmon Survey        |
| 610404 | 2006 BD79                | 22 febbraio 2002 | NEAT                       |
| 610405 | 2006 BO85                | 25 gennaio 2006  | Spacewatch                 |
| 610406 | 2006 BF87                | 25 gennaio 2006  | Spacewatch                 |
| 610407 | 2006 BM93                | 26 gennaio 2006  | CSS                        |
| 610408 | 2006 BO101               | 23 gennaio 2006  | Mount Lemmon Survey        |
| 610409 | 2006 BK104               | 8 gennaio 2006   | Spacewatch                 |
| 610410 | 2006 BW106               | 25 gennaio 2006  | Spacewatch                 |
| 610411 | 2006 BL111               | 7 ottobre 2005   | Osservatorio di Mauna Kea  |
| 610412 | 2006 BR118               | 26 gennaio 2006  | Spacewatch                 |
| 610413 | 2006 BN120               | 26 gennaio 2006  | Spacewatch                 |
| 610414 | 2006 BG121               | 26 gennaio 2006  | Spacewatch                 |
| 610415 | 2006 BT121               | 26 gennaio 2006  | Mount Lemmon Survey        |
| 610416 | 2006 BU128               | 26 gennaio 2006  | Mount Lemmon Survey        |
| 610417 | 2006 BY128               | 21 marzo 1998    | Spacewatch                 |
| 610418 | 2006 BR130               | 2 dicembre 2005  | L. H. Wasserman, R. Millis |
| 610419 | 2006 BN131               | 26 gennaio 2006  | Mount Lemmon Survey        |
| 610420 | 2006 BQ132               | 26 gennaio 2006  | Spacewatch                 |
| 610421 | 2006 BR134               | 25 gennaio 2006  | Spacewatch                 |
| 610422 | 2006 BJ137               | 28 gennaio 2006  | Mount Lemmon Survey        |
| 610423 | 2006 BM137               | 28 gennaio 2006  | Mount Lemmon Survey        |
| 610424 | 2006 BU137               | 28 gennaio 2006  | Mount Lemmon Survey        |
| 610425 | 2006 BM140               | 9 gennaio 2006   | Mount Lemmon Survey        |
| 610426 | 2006 BF143               | 27 gennaio 2006  | Spacewatch                 |
| 610427 | 2006 BO143               | 28 gennaio 2006  | Mount Lemmon Survey        |
| 610428 | 2006 BD148               | 24 gennaio 2006  | LINEAR                     |
| 610429 | 2006 BA149               | 23 gennaio 2006  | CSS                        |
| 610430 | 2006 BX150               | 25 gennaio 2006  | Mount Lemmon Survey        |
| 610431 | 2006 BZ150               | 25 gennaio 2006  | Spacewatch                 |
| 610432 | 2006 BE160               | 26 gennaio 2006  | Spacewatch                 |
| 610433 | 2006 BR160               | 26 gennaio 2006  | Spacewatch                 |
| 610434 | 2006 BS160               | 26 gennaio 2006  | Spacewatch                 |
| 610435 | 2006 BQ161               | 26 gennaio 2006  | Spacewatch                 |
| 610436 | 2006 BT164               | 26 gennaio 2006  | Spacewatch                 |
| 610437 | 2006 BC170               | 26 gennaio 2006  | Mount Lemmon Survey        |
| 610438 | 2006 BG170               | 27 gennaio 2006  | Spacewatch                 |
| 610439 | 2006 BM170               | 27 gennaio 2006  | Spacewatch                 |
| 610440 | 2006 BU172               | 25 dicembre 2005 | Mount Lemmon Survey        |
| 610441 | 2006 BW178               | 7 gennaio 2006   | Mount Lemmon Survey        |
| 610442 | 2006 BN179               | 27 gennaio 2006  | Mount Lemmon Survey        |
| 610443 | 2006 BS179               | 27 gennaio 2006  | Mount Lemmon Survey        |
| 610444 | 2006 BU180               | 27 gennaio 2006  | Mount Lemmon Survey        |
| 610445 | 2006 BL181               | 27 gennaio 2006  | Mount Lemmon Survey        |
| 610446 | 2006 BO182               | 27 gennaio 2006  | Mount Lemmon Survey        |
| 610447 | 2006 BU182               | 27 gennaio 2006  | Mount Lemmon Survey        |
| 610448 | 2006 BQ185               | 28 gennaio 2006  | Mount Lemmon Survey        |
| 610449 | 2006 BY186               | 28 gennaio 2006  | Spacewatch                 |
| 610450 | 2006 BS192               | 30 gennaio 2006  | Spacewatch                 |
| 610451 | 2006 BH195               | 30 gennaio 2006  | Spacewatch                 |
| 610452 | 2006 BF198               | 30 gennaio 2006  | Spacewatch                 |
| 610453 | 2006 BK198               | 30 gennaio 2006  | Spacewatch                 |
| 610454 | 2006 BS202               | 23 febbraio 2015 | Pan-STARRS                 |
| 610455 | 2006 BU202               | 31 gennaio 2006  | Spacewatch                 |
| 610456 | 2006 BV202               | 31 gennaio 2006  | Spacewatch                 |
| 610457 | 2006 BC203               | 24 ottobre 2005  | Osservatorio di Mauna Kea  |
| 610458 | 2006 BK204               | 31 gennaio 2006  | Spacewatch                 |
| 610459 | 2006 BJ206               | 25 luglio 2014   | Pan-STARRS                 |
| 610460 | 2006 BB207               | 9 gennaio 2006   | Spacewatch                 |
| 610461 | 2006 BD209               | 31 gennaio 2006  | Mount Lemmon Survey        |
| 610462 | 2006 BN209               | 31 gennaio 2006  | Mount Lemmon Survey        |
| 610463 | 2006 BP209               | 26 gennaio 2006  | Spacewatch                 |
| 610464 | 2006 BA210               | 31 gennaio 2006  | Spacewatch                 |
| 610465 | 2006 BJ219               | 28 gennaio 2006  | Mount Lemmon Survey        |
| 610466 | 2006 BB220               | 8 gennaio 2006   | Spacewatch                 |
| 610467 | 2006 BC221               | 30 gennaio 2006  | Spacewatch                 |
| 610468 | 2006 BR222               | 30 gennaio 2006  | Spacewatch                 |
| 610469 | 2006 BZ223               | 7 novembre 2005  | Osservatorio di Mauna Kea  |
| 610470 | 2006 BQ230               | 31 gennaio 2006  | Spacewatch                 |
| 610471 | 2006 BV233               | 23 gennaio 2006  | Spacewatch                 |
| 610472 | 2006 BK234               | 31 gennaio 2006  | Spacewatch                 |
| 610473 | 2006 BS234               | 23 gennaio 2006  | Mount Lemmon Survey        |
| 610474 | 2006 BA235               | 31 gennaio 2006  | Spacewatch                 |
| 610475 | 2006 BJ237               | 31 gennaio 2006  | Spacewatch                 |
| 610476 | 2006 BA239               | 4 gennaio 2006   | Spacewatch                 |
| 610477 | 2006 BL239               | 31 gennaio 2006  | Spacewatch                 |
| 610478 | 2006 BO239               | 31 gennaio 2006  | Spacewatch                 |
| 610479 | 2006 BT240               | 24 ottobre 2005  | Osservatorio di Mauna Kea  |
| 610480 | 2006 BJ242               | 31 gennaio 2006  | Spacewatch                 |
| 610481 | 2006 BW242               | 31 gennaio 2006  | Spacewatch                 |
| 610482 | 2006 BE244               | 31 gennaio 2006  | Spacewatch                 |
| 610483 | 2006 BK244               | 31 gennaio 2006  | Spacewatch                 |
| 610484 | 2006 BL244               | 24 ottobre 2005  | Osservatorio di Mauna Kea  |
| 610485 | 2006 BZ246               | 31 gennaio 2006  | Spacewatch                 |
| 610486 | 2006 BF251               | 31 gennaio 2006  | Spacewatch                 |
| 610487 | 2006 BK252               | 24 ottobre 2005  | Osservatorio di Mauna Kea  |
| 610488 | 2006 BC256               | 31 gennaio 2006  | Spacewatch                 |
| 610489 | 2006 BH256               | 31 gennaio 2006  | Spacewatch                 |
| 610490 | 2006 BZ256               | 31 gennaio 2006  | Spacewatch                 |
| 610491 | 2006 BC257               | 31 gennaio 2006  | Spacewatch                 |
| 610492 | 2006 BG259               | 31 gennaio 2006  | Spacewatch                 |
| 610493 | 2006 BK264               | 31 gennaio 2006  | Spacewatch                 |
| 610494 | 2006 BQ266               | 27 gennaio 2006  | Mount Lemmon Survey        |
| 610495 | 2006 BC270               | 30 gennaio 2006  | CSS                        |
| 610496 | 2006 BS275               | 7 gennaio 2006   | Mount Lemmon Survey        |
| 610497 | 2006 BU277               | 30 gennaio 2006  | Spacewatch                 |
| 610498 | 2006 BA279               | 30 gennaio 2006  | Spacewatch                 |
| 610499 | 2006 BJ282               | 23 gennaio 2006  | Spacewatch                 |
| 610500 | 2006 BK284               | 23 dicembre 2000 | SDSS Collaboration         |

## 610501–610600
| Nome   | Designazione provvisoria | Data di scoperta  | Scopritore                |
| ------ | ------------------------ | ----------------- | ------------------------- |
| 610501 | 2006 BO285               | 30 dicembre 2005  | Spacewatch                |
| 610502 | 2006 BQ286               | 23 gennaio 2006   | Spacewatch                |
| 610503 | 2006 BR286               | 7 maggio 2011     | Spacewatch                |
| 610504 | 2006 BH287               | 30 gennaio 2006   | Spacewatch                |
| 610505 | 2006 BK287               | 6 gennaio 2010    | Spacewatch                |
| 610506 | 2006 BN287               | 15 maggio 2013    | Pan-STARRS                |
| 610507 | 2006 BU287               | 31 gennaio 2006   | Spacewatch                |
| 610508 | 2006 BN288               | 31 gennaio 2006   | Spacewatch                |
| 610509 | 2006 BP288               | 7 gennaio 2006    | Mount Lemmon Survey       |
| 610510 | 2006 BS288               | 3 dicembre 2015   | Pan-STARRS                |
| 610511 | 2006 BH289               | 31 gennaio 2006   | Mount Lemmon Survey       |
| 610512 | 2006 BK289               | 18 settembre 2014 | Pan-STARRS                |
| 610513 | 2006 BS289               | 27 gennaio 2006   | Mount Lemmon Survey       |
| 610514 | 2006 BU289               | 23 gennaio 2006   | Spacewatch                |
| 610515 | 2006 BK290               | 26 gennaio 2006   | Spacewatch                |
| 610516 | 2006 BM290               | 12 gennaio 2011   | Mount Lemmon Survey       |
| 610517 | 2006 BN290               | 24 ottobre 2008   | Spacewatch                |
| 610518 | 2006 BO290               | 31 luglio 2014    | Pan-STARRS                |
| 610519 | 2006 BT290               | 25 luglio 2008    | Mount Lemmon Survey       |
| 610520 | 2006 BF291               | 31 gennaio 2006   | Mount Lemmon Survey       |
| 610521 | 2006 BG291               | 20 novembre 2008  | Mount Lemmon Survey       |
| 610522 | 2006 BJ291               | 27 dicembre 2005  | Spacewatch                |
| 610523 | 2006 BK291               | 9 ottobre 2008    | Mount Lemmon Survey       |
| 610524 | 2006 BO291               | 23 gennaio 2006   | Spacewatch                |
| 610525 | 2006 BS291               | 1 ottobre 2014    | Pan-STARRS                |
| 610526 | 2006 BT291               | 28 febbraio 2014  | Pan-STARRS                |
| 610527 | 2006 BE292               | 1 ottobre 2014    | Pan-STARRS                |
| 610528 | 2006 BO292               | 31 gennaio 2006   | Spacewatch                |
| 610529 | 2006 BM293               | 22 gennaio 2006   | Mount Lemmon Survey       |
| 610530 | 2006 BN293               | 23 gennaio 2006   | Spacewatch                |
| 610531 | 2006 BW293               | 23 gennaio 2006   | Mount Lemmon Survey       |
| 610532 | 2006 BD294               | 26 gennaio 2017   | Mount Lemmon Survey       |
| 610533 | 2006 BJ294               | 21 maggio 2018    | Pan-STARRS                |
| 610534 | 2006 BR295               | 13 gennaio 2011   | Mount Lemmon Survey       |
| 610535 | 2006 BT295               | 26 gennaio 2017   | Mount Lemmon Survey       |
| 610536 | 2006 BV295               | 14 luglio 2016    | Mount Lemmon Survey       |
| 610537 | 2006 BG296               | 23 gennaio 2006   | Spacewatch                |
| 610538 | 2006 BF297               | 28 gennaio 2006   | Mount Lemmon Survey       |
| 610539 | 2006 BQ298               | 31 gennaio 2006   | Spacewatch                |
| 610540 | 2006 BR298               | 27 gennaio 2006   | Spacewatch                |
| 610541 | 2006 BU298               | 27 gennaio 2006   | Spacewatch                |
| 610542 | 2006 BZ298               | 31 gennaio 2006   | Spacewatch                |
| 610543 | 2006 BP299               | 23 gennaio 2006   | Mount Lemmon Survey       |
| 610544 | 2006 BW299               | 27 gennaio 2006   | Spacewatch                |
| 610545 | 2006 BX299               | 23 gennaio 2006   | Mount Lemmon Survey       |
| 610546 | 2006 CY2                 | 1 febbraio 2006   | Mount Lemmon Survey       |
| 610547 | 2006 CA3                 | 27 gennaio 2006   | Spacewatch                |
| 610548 | 2006 CY3                 | 1 febbraio 2006   | Mount Lemmon Survey       |
| 610549 | 2006 CH4                 | 16 luglio 2004    | Cerro Tololo Obs.         |
| 610550 | 2006 CZ7                 | 7 novembre 2005   | Osservatorio di Mauna Kea |
| 610551 | 2006 CT14                | 1 febbraio 2006   | Spacewatch                |
| 610552 | 2006 CB15                | 1 febbraio 2006   | Spacewatch                |
| 610553 | 2006 CV15                | 23 gennaio 2006   | Spacewatch                |
| 610554 | 2006 CU18                | 1 febbraio 2006   | Spacewatch                |
| 610555 | 2006 CA20                | 1 febbraio 2006   | Mount Lemmon Survey       |
| 610556 | 2006 CY21                | 1 febbraio 2006   | Spacewatch                |
| 610557 | 2006 CL24                | 2 febbraio 2006   | Spacewatch                |
| 610558 | 2006 CA25                | 22 gennaio 2006   | Mount Lemmon Survey       |
| 610559 | 2006 CQ25                | 7 febbraio 2002   | Spacewatch                |
| 610560 | 2006 CX26                | 22 gennaio 2006   | Mount Lemmon Survey       |
| 610561 | 2006 CW27                | 2 febbraio 2006   | Spacewatch                |
| 610562 | 2006 CU28                | 2 febbraio 2006   | Spacewatch                |
| 610563 | 2006 CC29                | 6 marzo 1994      | Spacewatch                |
| 610564 | 2006 CD29                | 23 gennaio 2006   | Mount Lemmon Survey       |
| 610565 | 2006 CQ29                | 2 febbraio 2006   | Spacewatch                |
| 610566 | 2006 CV29                | 2 febbraio 2006   | Spacewatch                |
| 610567 | 2006 CK32                | 2 febbraio 2006   | Spacewatch                |
| 610568 | 2006 CU37                | 26 gennaio 2006   | Spacewatch                |
| 610569 | 2006 CA39                | 2 febbraio 2006   | Spacewatch                |
| 610570 | 2006 CZ40                | 2 febbraio 2006   | Spacewatch                |
| 610571 | 2006 CL41                | 2 febbraio 2006   | Spacewatch                |
| 610572 | 2006 CR44                | 26 gennaio 2006   | CSS                       |
| 610573 | 2006 CG45                | 7 febbraio 2006   | Spacewatch                |
| 610574 | 2006 CP47                | 6 febbraio 2006   | Mount Lemmon Survey       |
| 610575 | 2006 CN48                | 3 febbraio 2006   | Mount Lemmon Survey       |
| 610576 | 2006 CJ50                | 13 agosto 2004    | Cerro Tololo Obs.         |
| 610577 | 2006 CT51                | 22 gennaio 2006   | Mount Lemmon Survey       |
| 610578 | 2006 CB54                | 4 febbraio 2006   | Mount Lemmon Survey       |
| 610579 | 2006 CN54                | 22 gennaio 2006   | Mount Lemmon Survey       |
| 610580 | 2006 CF56                | 30 gennaio 2006   | Spacewatch                |
| 610581 | 2006 CC64                | 2 febbraio 2006   | Osservatorio di Mauna Kea |
| 610582 | 2006 CJ64                | 5 dicembre 2005   | Spacewatch                |
| 610583 | 2006 CP72                | 25 novembre 2005  | Mount Lemmon Survey       |
| 610584 | 2006 CO74                | 4 gennaio 2011    | Mount Lemmon Survey       |
| 610585 | 2006 CH76                | 19 settembre 2012 | Mount Lemmon Survey       |
| 610586 | 2006 CV79                | 1 febbraio 2006   | Spacewatch                |
| 610587 | 2006 CO81                | 1 febbraio 2006   | Spacewatch                |
| 610588 | 2006 CX81                | 7 dicembre 2015   | Pan-STARRS                |
| 610589 | 2006 CA82                | 1 febbraio 2006   | Spacewatch                |
| 610590 | 2006 CG82                | 1 febbraio 2012   | Mount Lemmon Survey       |
| 610591 | 2006 CP82                | 10 dicembre 2010  | Mount Lemmon Survey       |
| 610592 | 2006 CT82                | 4 febbraio 2006   | Spacewatch                |
| 610593 | 2006 CV82                | 7 novembre 2010   | Mount Lemmon Survey       |
| 610594 | 2006 CA83                | 1 febbraio 2006   | Spacewatch                |
| 610595 | 2006 CC83                | 24 maggio 2011    | Pan-STARRS                |
| 610596 | 2006 CD83                | 18 marzo 2013     | Mount Lemmon Survey       |
| 610597 | 2006 CL83                | 5 luglio 2016     | Pan-STARRS                |
| 610598 | 2006 CK84                | 30 gennaio 2017   | Pan-STARRS                |
| 610599 | 2006 CH85                | 1 febbraio 2006   | Spacewatch                |
| 610600 | 2006 CK85                | 10 giugno 2007    | Spacewatch                |

## 610601–610700
| Nome   | Designazione provvisoria | Data di scoperta  | Scopritore                 |
| ------ | ------------------------ | ----------------- | -------------------------- |
| 610601 | 2006 CP87                | 8 dicembre 2010   | Mount Lemmon Survey        |
| 610602 | 2006 CF89                | 18 settembre 2012 | Mount Lemmon Survey        |
| 610603 | 2006 DN8                 | 21 febbraio 2006  | Mount Lemmon Survey        |
| 610604 | 2006 DZ8                 | 21 febbraio 2006  | CSS                        |
| 610605 | 2006 DO20                | 20 febbraio 2006  | Mount Lemmon Survey        |
| 610606 | 2006 DN21                | 31 gennaio 2006   | Spacewatch                 |
| 610607 | 2006 DX24                | 20 febbraio 2006  | Spacewatch                 |
| 610608 | 2006 DT25                | 20 febbraio 2006  | Spacewatch                 |
| 610609 | 2006 DD31                | 20 febbraio 2006  | Spacewatch                 |
| 610610 | 2006 DR35                | 20 febbraio 2006  | Spacewatch                 |
| 610611 | 2006 DF37                | 20 febbraio 2006  | Spacewatch                 |
| 610612 | 2006 DQ43                | 20 febbraio 2006  | Spacewatch                 |
| 610613 | 2006 DP48                | 21 febbraio 2006  | CSS                        |
| 610614 | 2006 DX52                | 24 febbraio 2006  | CSS                        |
| 610615 | 2006 DR55                | 24 febbraio 2006  | Mount Lemmon Survey        |
| 610616 | 2006 DM70                | 21 febbraio 2006  | Mount Lemmon Survey        |
| 610617 | 2006 DY71                | 21 febbraio 2006  | Mount Lemmon Survey        |
| 610618 | 2006 DJ75                | 17 settembre 2003 | Spacewatch                 |
| 610619 | 2006 DS75                | 24 febbraio 2006  | Mount Lemmon Survey        |
| 610620 | 2006 DP76                | 24 febbraio 2006  | Spacewatch                 |
| 610621 | 2006 DM77                | 6 febbraio 2006   | Mount Lemmon Survey        |
| 610622 | 2006 DC81                | 24 febbraio 2006  | Spacewatch                 |
| 610623 | 2006 DA84                | 24 febbraio 2006  | Spacewatch                 |
| 610624 | 2006 DD84                | 24 febbraio 2006  | Spacewatch                 |
| 610625 | 2006 DQ85                | 24 febbraio 2006  | Mount Lemmon Survey        |
| 610626 | 2006 DW89                | 24 febbraio 2006  | Spacewatch                 |
| 610627 | 2006 DZ89                | 24 febbraio 2006  | Spacewatch                 |
| 610628 | 2006 DA92                | 24 febbraio 2006  | Mount Lemmon Survey        |
| 610629 | 2006 DN93                | 20 febbraio 2006  | Spacewatch                 |
| 610630 | 2006 DN104               | 7 gennaio 2006    | Mount Lemmon Survey        |
| 610631 | 2006 DS111               | 24 ottobre 2005   | Osservatorio di Mauna Kea  |
| 610632 | 2006 DX111               | 2 dicembre 2005   | L. H. Wasserman, R. Millis |
| 610633 | 2006 DH114               | 23 ottobre 2004   | Spacewatch                 |
| 610634 | 2006 DN115               | 27 febbraio 2006  | CSS                        |
| 610635 | 2006 DE127               | 25 febbraio 2006  | Spacewatch                 |
| 610636 | 2006 DL130               | 25 febbraio 2006  | Spacewatch                 |
| 610637 | 2006 DG132               | 25 febbraio 2006  | Spacewatch                 |
| 610638 | 2006 DT133               | 1 febbraio 2006   | Spacewatch                 |
| 610639 | 2006 DR135               | 2 febbraio 2006   | Spacewatch                 |
| 610640 | 2006 DZ139               | 25 febbraio 2006  | Spacewatch                 |
| 610641 | 2006 DG141               | 15 ottobre 2001   | NEAT                       |
| 610642 | 2006 DZ148               | 25 febbraio 2006  | Spacewatch                 |
| 610643 | 2006 DF149               | 25 febbraio 2006  | Spacewatch                 |
| 610644 | 2006 DG151               | 25 febbraio 2006  | Mount Lemmon Survey        |
| 610645 | 2006 DV153               | 5 febbraio 2000   | Spacewatch                 |
| 610646 | 2006 DN155               | 25 febbraio 2006  | Spacewatch                 |
| 610647 | 2006 DF158               | 27 febbraio 2006  | Spacewatch                 |
| 610648 | 2006 DR158               | 27 febbraio 2006  | Spacewatch                 |
| 610649 | 2006 DB161               | 27 febbraio 2006  | Spacewatch                 |
| 610650 | 2006 DX163               | 27 febbraio 2006  | Mount Lemmon Survey        |
| 610651 | 2006 DY163               | 27 febbraio 2006  | Mount Lemmon Survey        |
| 610652 | 2006 DU167               | 4 ottobre 2004    | Spacewatch                 |
| 610653 | 2006 DD170               | 27 febbraio 2006  | Spacewatch                 |
| 610654 | 2006 DV170               | 27 febbraio 2006  | Spacewatch                 |
| 610655 | 2006 DT174               | 27 febbraio 2006  | Spacewatch                 |
| 610656 | 2006 DL175               | 27 febbraio 2006  | Mount Lemmon Survey        |
| 610657 | 2006 DY175               | 27 febbraio 2006  | Mount Lemmon Survey        |
| 610658 | 2006 DZ176               | 18 settembre 2003 | Spacewatch                 |
| 610659 | 2006 DL180               | 27 febbraio 2006  | Mount Lemmon Survey        |
| 610660 | 2006 DG182               | 23 gennaio 2006   | Mount Lemmon Survey        |
| 610661 | 2006 DM182               | 19 settembre 2003 | Spacewatch                 |
| 610662 | 2006 DP184               | 27 febbraio 2006  | Mount Lemmon Survey        |
| 610663 | 2006 DT184               | 27 febbraio 2006  | Mount Lemmon Survey        |
| 610664 | 2006 DJ186               | 27 ottobre 2003   | Spacewatch                 |
| 610665 | 2006 DU187               | 27 febbraio 2006  | Spacewatch                 |
| 610666 | 2006 DA194               | 18 ottobre 2004   | M. W. Buie, D. E. Trilling |
| 610667 | 2006 DV199               | 24 febbraio 2006  | CSS                        |
| 610668 | 2006 DC202               | 18 marzo 2002     | Spacewatch                 |
| 610669 | 2006 DB203               | 22 febbraio 2006  | LONEOS                     |
| 610670 | 2006 DJ204               | 25 febbraio 2006  | CSS                        |
| 610671 | 2006 DV207               | 25 febbraio 2006  | Spacewatch                 |
| 610672 | 2006 DR208               | 25 febbraio 2006  | Spacewatch                 |
| 610673 | 2006 DF212               | 25 febbraio 2006  | Mount Lemmon Survey        |
| 610674 | 2006 DM219               | 25 luglio 2003    | LINEAR                     |
| 610675 | 2006 DU219               | 25 febbraio 2006  | Mount Lemmon Survey        |
| 610676 | 2006 DY219               | 25 febbraio 2012  | CSS                        |
| 610677 | 2006 DL220               | 23 gennaio 2011   | Mount Lemmon Survey        |
| 610678 | 2006 DP220               | 24 febbraio 2006  | Spacewatch                 |
| 610679 | 2006 DE221               | 24 dicembre 2013  | Mount Lemmon Survey        |
| 610680 | 2006 DZ221               | 23 settembre 2008 | Spacewatch                 |
| 610681 | 2006 DC222               | 20 febbraio 2006  | Spacewatch                 |
| 610682 | 2006 DF222               | 17 novembre 2004  | SSS                        |
| 610683 | 2006 DY222               | 13 maggio 2007    | Spacewatch                 |
| 610684 | 2006 DA223               | 12 aprile 2012    | Pan-STARRS                 |
| 610685 | 2006 DK223               | 22 marzo 2015     | Pan-STARRS                 |
| 610686 | 2006 DL223               | 13 marzo 2016     | Pan-STARRS                 |
| 610687 | 2006 DN223               | 6 ottobre 2008    | Spacewatch                 |
| 610688 | 2006 DT223               | 23 gennaio 2011   | Mount Lemmon Survey        |
| 610689 | 2006 DU223               | 27 febbraio 2014  | Spacewatch                 |
| 610690 | 2006 DW223               | 12 aprile 2016    | Pan-STARRS                 |
| 610691 | 2006 EJ4                 | 2 marzo 2006      | Spacewatch                 |
| 610692 | 2006 EE5                 | 20 febbraio 2006  | Spacewatch                 |
| 610693 | 2006 EX8                 | 3 dicembre 2005   | Osservatorio di Mauna Kea  |
| 610694 | 2006 EH9                 | 2 marzo 2006      | Spacewatch                 |
| 610695 | 2006 EC11                | 2 marzo 2006      | Spacewatch                 |
| 610696 | 2006 EM13                | 2 marzo 2006      | Spacewatch                 |
| 610697 | 2006 EL20                | 22 febbraio 2006  | CSS                        |
| 610698 | 2006 EN21                | 3 marzo 2006      | Spacewatch                 |
| 610699 | 2006 EP24                | 21 febbraio 2006  | Mount Lemmon Survey        |
| 610700 | 2006 EU25                | 2 febbraio 2006   | Spacewatch                 |

## 610701–610800
| Nome   | Designazione provvisoria | Data di scoperta  | Scopritore                |
| ------ | ------------------------ | ----------------- | ------------------------- |
| 610701 | 2006 ER27                | 3 marzo 2006      | Spacewatch                |
| 610702 | 2006 EJ28                | 21 marzo 2002     | Spacewatch                |
| 610703 | 2006 EU28                | 3 marzo 2006      | Spacewatch                |
| 610704 | 2006 ES29                | 3 marzo 2006      | Spacewatch                |
| 610705 | 2006 EV29                | 2 febbraio 2006   | Mount Lemmon Survey       |
| 610706 | 2006 EO31                | 3 marzo 2006      | Spacewatch                |
| 610707 | 2006 EV31                | 3 marzo 2006      | Spacewatch                |
| 610708 | 2006 EB34                | 3 dicembre 2005   | Osservatorio di Mauna Kea |
| 610709 | 2006 ER34                | 3 marzo 2006      | Spacewatch                |
| 610710 | 2006 EL37                | 3 marzo 2006      | Spacewatch                |
| 610711 | 2006 EM45                | 31 gennaio 2006   | Spacewatch                |
| 610712 | 2006 EX45                | 20 ottobre 2003   | Spacewatch                |
| 610713 | 2006 EC48                | 4 marzo 2006      | Spacewatch                |
| 610714 | 2006 ES48                | 1 febbraio 2006   | Spacewatch                |
| 610715 | 2006 EU48                | 31 gennaio 2006   | Spacewatch                |
| 610716 | 2006 EW48                | 25 febbraio 2006  | Spacewatch                |
| 610717 | 2006 EZ48                | 4 marzo 2006      | Spacewatch                |
| 610718 | 2006 EF49                | 4 marzo 2006      | Spacewatch                |
| 610719 | 2006 EG52                | 24 febbraio 2006  | Mount Lemmon Survey       |
| 610720 | 2006 ES53                | 3 marzo 2006      | Spacewatch                |
| 610721 | 2006 EY57                | 24 ottobre 2005   | Osservatorio di Mauna Kea |
| 610722 | 2006 EX58                | 2 dicembre 2005   | Osservatorio di Mauna Kea |
| 610723 | 2006 EO59                | 5 marzo 2006      | Spacewatch                |
| 610724 | 2006 EQ59                | 5 marzo 2006      | Spacewatch                |
| 610725 | 2006 ER59                | 5 marzo 2006      | Spacewatch                |
| 610726 | 2006 ED61                | 5 marzo 2006      | Spacewatch                |
| 610727 | 2006 ED64                | 5 marzo 2006      | Spacewatch                |
| 610728 | 2006 EG64                | 5 marzo 2006      | Spacewatch                |
| 610729 | 2006 EQ64                | 5 marzo 2006      | Spacewatch                |
| 610730 | 2006 EW64                | 5 marzo 2006      | Spacewatch                |
| 610731 | 2006 ES66                | 8 marzo 2006      | Spacewatch                |
| 610732 | 2006 ET75                | 4 dicembre 2015   | Pan-STARRS                |
| 610733 | 2006 EJ76                | 4 marzo 2006      | Mount Lemmon Survey       |
| 610734 | 2006 EK76                | 3 marzo 2006      | LONEOS                    |
| 610735 | 2006 ET76                | 15 febbraio 2010  | Spacewatch                |
| 610736 | 2006 EZ76                | 31 luglio 2014    | Pan-STARRS                |
| 610737 | 2006 EE77                | 10 ottobre 2015   | Pan-STARRS                |
| 610738 | 2006 EG77                | 27 gennaio 2006   | Spacewatch                |
| 610739 | 2006 EL77                | 15 marzo 2013     | Spacewatch                |
| 610740 | 2006 ER77                | 29 gennaio 2011   | Mount Lemmon Survey       |
| 610741 | 2006 EY77                | 30 gennaio 2011   | Mount Lemmon Survey       |
| 610742 | 2006 EZ77                | 22 agosto 2014    | Pan-STARRS                |
| 610743 | 2006 EB78                | 18 marzo 2013     | Spacewatch                |
| 610744 | 2006 EP78                | 9 gennaio 2014    | Pan-STARRS                |
| 610745 | 2006 ER78                | 2 dicembre 2012   | Mount Lemmon Survey       |
| 610746 | 2006 EA79                | 2 marzo 2006      | Spacewatch                |
| 610747 | 2006 EB79                | 23 settembre 2014 | Mount Lemmon Survey       |
| 610748 | 2006 EH79                | 15 ottobre 2012   | Pan-STARRS                |
| 610749 | 2006 EK79                | 6 settembre 2008  | Mount Lemmon Survey       |
| 610750 | 2006 EX79                | 12 marzo 2010     | Spacewatch                |
| 610751 | 2006 EY79                | 3 marzo 2006      | Spacewatch                |
| 610752 | 2006 EC80                | 15 giugno 2010    | Mount Lemmon Survey       |
| 610753 | 2006 EZ80                | 21 marzo 2015     | Pan-STARRS                |
| 610754 | 2006 EZ81                | 4 marzo 2006      | Mount Lemmon Survey       |
| 610755 | 2006 ED82                | 2 marzo 2006      | Spacewatch                |
| 610756 | 2006 FM5                 | 24 febbraio 2006  | Spacewatch                |
| 610757 | 2006 FW5                 | 23 marzo 2006     | Mount Lemmon Survey       |
| 610758 | 2006 FV20                | 4 marzo 2006      | Mount Lemmon Survey       |
| 610759 | 2006 FR22                | 24 marzo 2006     | Mount Lemmon Survey       |
| 610760 | 2006 FU25                | 24 marzo 2006     | Mount Lemmon Survey       |
| 610761 | 2006 FN30                | 25 marzo 2006     | Spacewatch                |
| 610762 | 2006 FA31                | 31 ottobre 2005   | Osservatorio di Mauna Kea |
| 610763 | 2006 FA32                | 25 marzo 2006     | Spacewatch                |
| 610764 | 2006 FN37                | 24 marzo 2006     | SSS                       |
| 610765 | 2006 FC39                | 3 dicembre 2005   | Osservatorio di Mauna Kea |
| 610766 | 2006 FF47                | 23 marzo 2006     | CSS                       |
| 610767 | 2006 FC56                | 24 marzo 2006     | Mount Lemmon Survey       |
| 610768 | 2006 FN56                | 24 marzo 2006     | Spacewatch                |
| 610769 | 2006 FR56                | 27 gennaio 2011   | Spacewatch                |
| 610770 | 2006 FS56                | 23 marzo 2006     | Spacewatch                |
| 610771 | 2006 FT56                | 25 marzo 2006     | Spacewatch                |
| 610772 | 2006 FX56                | 11 febbraio 2016  | Mount Lemmon Survey       |
| 610773 | 2006 FC57                | 13 dicembre 2010  | Mount Lemmon Survey       |
| 610774 | 2006 FH57                | 20 aprile 2012    | Mount Lemmon Survey       |
| 610775 | 2006 FK57                | 25 gennaio 2011   | Spacewatch                |
| 610776 | 2006 FQ57                | 10 ottobre 2016   | Pan-STARRS                |
| 610777 | 2006 FU57                | 5 febbraio 2011   | Pan-STARRS                |
| 610778 | 2006 FA58                | 23 marzo 2006     | Spacewatch                |
| 610779 | 2006 FB58                | 23 marzo 2006     | Spacewatch                |
| 610780 | 2006 FK58                | 24 ottobre 2014   | Spacewatch                |
| 610781 | 2006 FX58                | 4 marzo 2006      | Spacewatch                |
| 610782 | 2006 FQ59                | 6 ottobre 2012    | Mount Lemmon Survey       |
| 610783 | 2006 FT59                | 3 gennaio 2017    | Pan-STARRS                |
| 610784 | 2006 FA60                | 23 marzo 2006     | Mount Lemmon Survey       |
| 610785 | 2006 FZ60                | 26 marzo 2006     | Spacewatch                |
| 610786 | 2006 GR2                 | 4 aprile 2006     | LUSS                      |
| 610787 | 2006 GY3                 | 24 febbraio 2006  | Mount Lemmon Survey       |
| 610788 | 2006 GR7                 | 2 aprile 2006     | Spacewatch                |
| 610789 | 2006 GZ14                | 2 aprile 2006     | Spacewatch                |
| 610790 | 2006 GP16                | 10 febbraio 2011  | CSS                       |
| 610791 | 2006 GT16                | 23 marzo 2006     | Spacewatch                |
| 610792 | 2006 GF20                | 2 aprile 2006     | Spacewatch                |
| 610793 | 2006 GQ22                | 2 aprile 2006     | Spacewatch                |
| 610794 | 2006 GB24                | 2 aprile 2006     | Spacewatch                |
| 610795 | 2006 GM44                | 2 aprile 2006     | Spacewatch                |
| 610796 | 2006 GJ54                | 7 aprile 2006     | Spacewatch                |
| 610797 | 2006 GA56                | 7 aprile 2006     | Spacewatch                |
| 610798 | 2006 GL56                | 2 aprile 2006     | Spacewatch                |
| 610799 | 2006 GM56                | 28 ottobre 1998   | Spacewatch                |
| 610800 | 2006 GU56                | 30 gennaio 2011   | Mount Lemmon Survey       |

## 610801–610900
| Nome   | Designazione provvisoria | Data di scoperta  | Scopritore                |
| ------ | ------------------------ | ----------------- | ------------------------- |
| 610801 | 2006 GQ57                | 2 aprile 2006     | Spacewatch                |
| 610802 | 2006 GR57                | 17 aprile 2013    | Pan-STARRS                |
| 610803 | 2006 GU57                | 9 aprile 2006     | Spacewatch                |
| 610804 | 2006 GY57                | 17 gennaio 2016   | Pan-STARRS                |
| 610805 | 2006 GB58                | 30 aprile 2015    | Spacewatch                |
| 610806 | 2006 GG58                | 29 ottobre 2017   | Pan-STARRS                |
| 610807 | 2006 GP58                | 18 settembre 2014 | Pan-STARRS                |
| 610808 | 2006 HQ5                 | 25 marzo 2006     | Spacewatch                |
| 610809 | 2006 HY9                 | 19 aprile 2006    | Spacewatch                |
| 610810 | 2006 HG11                | 19 aprile 2006    | Spacewatch                |
| 610811 | 2006 HK32                | 19 aprile 2006    | NEAT                      |
| 610812 | 2006 HL41                | 21 aprile 2006    | Spacewatch                |
| 610813 | 2006 HP41                | 21 aprile 2006    | Spacewatch                |
| 610814 | 2006 HD43                | 24 aprile 2006    | Mount Lemmon Survey       |
| 610815 | 2006 HB44                | 24 aprile 2006    | Spacewatch                |
| 610816 | 2006 HG51                | 24 aprile 2006    | J. Broughton              |
| 610817 | 2006 HM58                | 30 aprile 2006    | V. S. Casulli             |
| 610818 | 2006 HU59                | 20 ottobre 2003   | Spacewatch                |
| 610819 | 2006 HD61                | 22 aprile 2006    | SSS                       |
| 610820 | 2006 HC64                | 8 aprile 2006     | Spacewatch                |
| 610821 | 2006 HW64                | 24 aprile 2006    | Spacewatch                |
| 610822 | 2006 HF68                | 24 aprile 2006    | Mount Lemmon Survey       |
| 610823 | 2006 HL73                | 25 aprile 2006    | Spacewatch                |
| 610824 | 2006 HC80                | 5 marzo 2006      | Mount Lemmon Survey       |
| 610825 | 2006 HP81                | 26 aprile 2006    | Spacewatch                |
| 610826 | 2006 HX90                | 29 aprile 2006    | Spacewatch                |
| 610827 | 2006 HP98                | 26 aprile 2006    | Spacewatch                |
| 610828 | 2006 HT100               | 30 aprile 2006    | Spacewatch                |
| 610829 | 2006 HQ101               | 30 aprile 2006    | Spacewatch                |
| 610830 | 2006 HM103               | 30 aprile 2006    | Spacewatch                |
| 610831 | 2006 HA105               | 20 aprile 2006    | CSS                       |
| 610832 | 2006 HM106               | 30 aprile 2006    | Spacewatch                |
| 610833 | 2006 HK109               | 25 aprile 2006    | Spacewatch                |
| 610834 | 2006 HT114               | 2 aprile 2006     | Spacewatch                |
| 610835 | 2006 HO116               | 26 aprile 2006    | Spacewatch                |
| 610836 | 2006 HZ118               | 30 aprile 2006    | Spacewatch                |
| 610837 | 2006 HA120               | 2 aprile 2006     | Mount Lemmon Survey       |
| 610838 | 2006 HK121               | 30 aprile 2006    | Spacewatch                |
| 610839 | 2006 HP123               | 24 aprile 2006    | Spacewatch                |
| 610840 | 2006 HT128               | 26 aprile 2006    | Cerro Tololo Obs.         |
| 610841 | 2006 HU128               | 26 gennaio 2006   | Spacewatch                |
| 610842 | 2006 HX131               | 26 aprile 2006    | Cerro Tololo Obs.         |
| 610843 | 2006 HW133               | 26 marzo 2006     | Mount Lemmon Survey       |
| 610844 | 2006 HQ139               | 26 aprile 2006    | Cerro Tololo Obs.         |
| 610845 | 2006 HF140               | 26 maggio 2006    | Mount Lemmon Survey       |
| 610846 | 2006 HG141               | 16 settembre 2003 | Spacewatch                |
| 610847 | 2006 HO143               | 27 aprile 2006    | Cerro Tololo Obs.         |
| 610848 | 2006 HD149               | 9 maggio 2006     | Mount Lemmon Survey       |
| 610849 | 2006 HA151               | 30 aprile 2006    | D. J. Tholen, F. Bernardi |
| 610850 | 2006 HQ151               | 16 gennaio 2005   | Spacewatch                |
| 610851 | 2006 HW154               | 25 aprile 2006    | Mount Lemmon Survey       |
| 610852 | 2006 HJ155               | 24 aprile 2006    | LONEOS                    |
| 610853 | 2006 HK155               | 24 aprile 2006    | Spacewatch                |
| 610854 | 2006 HQ155               | 24 aprile 2006    | Spacewatch                |
| 610855 | 2006 HR156               | 28 agosto 2009    | Spacewatch                |
| 610856 | 2006 HZ156               | 19 settembre 2007 | F. Kugel                  |
| 610857 | 2006 HH157               | 20 aprile 2006    | Spacewatch                |
| 610858 | 2006 HR158               | 21 aprile 2006    | Spacewatch                |
| 610859 | 2006 HJ159               | 14 novembre 1998  | Spacewatch                |
| 610860 | 2006 HW159               | 24 aprile 2006    | Spacewatch                |
| 610861 | 2006 JO8                 | 1 maggio 2006     | Spacewatch                |
| 610862 | 2006 JU9                 | 1 maggio 2006     | Spacewatch                |
| 610863 | 2006 JW9                 | 1 maggio 2006     | Spacewatch                |
| 610864 | 2006 JY10                | 1 maggio 2006     | Spacewatch                |
| 610865 | 2006 JV11                | 1 maggio 2006     | Spacewatch                |
| 610866 | 2006 JK12                | 1 maggio 2006     | Spacewatch                |
| 610867 | 2006 JQ12                | 1 maggio 2006     | Spacewatch                |
| 610868 | 2006 JV12                | 1 maggio 2006     | Spacewatch                |
| 610869 | 2006 JF15                | 19 aprile 2006    | Mount Lemmon Survey       |
| 610870 | 2006 JU15                | 2 maggio 2006     | Mount Lemmon Survey       |
| 610871 | 2006 JK16                | 24 aprile 2006    | Spacewatch                |
| 610872 | 2006 JC22                | 20 aprile 2006    | Mount Lemmon Survey       |
| 610873 | 2006 JL22                | 2 maggio 2006     | Spacewatch                |
| 610874 | 2006 JW24                | 5 maggio 2006     | LONEOS                    |
| 610875 | 2006 JQ27                | 19 aprile 2006    | Mount Lemmon Survey       |
| 610876 | 2006 JV30                | 25 aprile 2006    | Mount Lemmon Survey       |
| 610877 | 2006 JY32                | 25 aprile 2006    | Spacewatch                |
| 610878 | 2006 JE38                | 6 maggio 2006     | Spacewatch                |
| 610879 | 2006 JT38                | 6 maggio 2006     | Spacewatch                |
| 610880 | 2006 JS40                | 25 aprile 2006    | Spacewatch                |
| 610881 | 2006 JM56                | 5 maggio 2006     | LONEOS                    |
| 610882 | 2006 JO62                | 26 gennaio 2006   | Spacewatch                |
| 610883 | 2006 JJ63                | 2 febbraio 2006   | Spacewatch                |
| 610884 | 2006 JS65                | 1 maggio 2006     | D. E. Trilling            |
| 610885 | 2006 JS69                | 6 maggio 2006     | Mount Lemmon Survey       |
| 610886 | 2006 JA77                | 1 maggio 2006     | Osservatorio di Mauna Kea |
| 610887 | 2006 JS81                | 8 maggio 2006     | Spacewatch                |
| 610888 | 2006 JY82                | 2 gennaio 2012    | Spacewatch                |
| 610889 | 2006 JZ82                | 6 maggio 2006     | Mount Lemmon Survey       |
| 610890 | 2006 JD83                | 21 aprile 2006    | Spacewatch                |
| 610891 | 2006 JK83                | 20 ottobre 2007   | Mount Lemmon Survey       |
| 610892 | 2006 JQ83                | 15 novembre 1995  | Spacewatch                |
| 610893 | 2006 JH84                | 1 ottobre 2014    | Spacewatch                |
| 610894 | 2006 JC87                | 27 ottobre 2016   | Spacewatch                |
| 610895 | 2006 JE87                | 4 maggio 2006     | Mount Lemmon Survey       |
| 610896 | 2006 JN87                | 20 gennaio 2009   | Spacewatch                |
| 610897 | 2006 JQ87                | 8 maggio 2006     | Spacewatch                |
| 610898 | 2006 KX3                 | 6 maggio 2006     | Mount Lemmon Survey       |
| 610899 | 2006 KR4                 | 19 maggio 2006    | Mount Lemmon Survey       |
| 610900 | 2006 KU6                 | 19 maggio 2006    | Mount Lemmon Survey       |

## 610901–611000
| Nome   | Designazione provvisoria | Data di scoperta | Scopritore                |
| ------ | ------------------------ | ---------------- | ------------------------- |
| 610901 | 2006 KF7                 | 19 maggio 2006   | Mount Lemmon Survey       |
| 610902 | 2006 KC13                | 20 maggio 2006   | Spacewatch                |
| 610903 | 2006 KH22                | 20 maggio 2006   | Spacewatch                |
| 610904 | 2006 KQ26                | 20 maggio 2006   | Spacewatch                |
| 610905 | 2006 KW28                | 20 maggio 2006   | Spacewatch                |
| 610906 | 2006 KT32                | 20 maggio 2006   | Spacewatch                |
| 610907 | 2006 KP36                | 21 maggio 2006   | Spacewatch                |
| 610908 | 2006 KT50                | 21 maggio 2006   | Spacewatch                |
| 610909 | 2006 KU50                | 21 maggio 2006   | Spacewatch                |
| 610910 | 2006 KG59                | 8 luglio 2003    | NEAT                      |
| 610911 | 2006 KK65                | 24 maggio 2006   | Spacewatch                |
| 610912 | 2006 KV70                | 5 maggio 2006    | Spacewatch                |
| 610913 | 2006 KP74                | 23 maggio 2006   | Spacewatch                |
| 610914 | 2006 KF78                | 24 maggio 2006   | Mount Lemmon Survey       |
| 610915 | 2006 KO78                | 7 maggio 2006    | Mount Lemmon Survey       |
| 610916 | 2006 KP79                | 25 maggio 2006   | Mount Lemmon Survey       |
| 610917 | 2006 KG81                | 25 maggio 2006   | Mount Lemmon Survey       |
| 610918 | 2006 KL86                | 6 dicembre 2000  | Spacewatch                |
| 610919 | 2006 KY88                | 26 maggio 2006   | Mount Lemmon Survey       |
| 610920 | 2006 KS93                | 6 maggio 2006    | Mount Lemmon Survey       |
| 610921 | 2006 KO96                | 25 maggio 2006   | Spacewatch                |
| 610922 | 2006 KE97                | 25 maggio 2006   | Mount Lemmon Survey       |
| 610923 | 2006 KT107               | 1 ottobre 2003   | Spacewatch                |
| 610924 | 2006 KB112               | 23 maggio 2006   | Mount Lemmon Survey       |
| 610925 | 2006 KM112               | 31 maggio 2006   | Mount Lemmon Survey       |
| 610926 | 2006 KS123               | 21 maggio 2006   | SSS                       |
| 610927 | 2006 KG130               | 25 maggio 2006   | Osservatorio di Mauna Kea |
| 610928 | 2006 KQ134               | 25 maggio 2006   | Osservatorio di Mauna Kea |
| 610929 | 2006 KE137               | 23 maggio 2006   | Mount Lemmon Survey       |
| 610930 | 2006 KA138               | 25 maggio 2006   | Osservatorio di Mauna Kea |
| 610931 | 2006 KS138               | 25 maggio 2006   | Osservatorio di Mauna Kea |
| 610932 | 2006 KZ142               | 25 maggio 2006   | Osservatorio di Mauna Kea |
| 610933 | 2006 KJ143               | 6 maggio 2006    | Mount Lemmon Survey       |
| 610934 | 2006 KH146               | 25 maggio 2006   | Spacewatch                |
| 610935 | 2006 KS146               | 22 maggio 2006   | Spacewatch                |
| 610936 | 2006 KZ146               | 10 agosto 2016   | Pan-STARRS                |
| 610937 | 2006 KA147               | 21 maggio 2006   | Spacewatch                |
| 610938 | 2006 KK147               | 7 ottobre 2016   | Mount Lemmon Survey       |
| 610939 | 2006 KB148               | 21 ottobre 2008  | Spacewatch                |
| 610940 | 2006 KC148               | 22 maggio 2006   | Spacewatch                |
| 610941 | 2006 KG148               | 20 ottobre 2008  | Spacewatch                |
| 610942 | 2006 KL148               | 9 aprile 2016    | Pan-STARRS                |
| 610943 | 2006 KM149               | 20 maggio 2006   | Spacewatch                |
| 610944 | 2006 KA150               | 6 luglio 2015    | Pan-STARRS                |
| 610945 | 2006 KE152               | 22 novembre 2012 | Spacewatch                |
| 610946 | 2006 KZ152               | 19 maggio 2006   | Mount Lemmon Survey       |
| 610947 | 2006 KP153               | 6 novembre 2016  | Mount Lemmon Survey       |
| 610948 | 2006 KL154               | 24 maggio 2006   | Spacewatch                |
| 610949 | 2006 KJ155               | 26 maggio 2006   | Spacewatch                |
| 610950 | 2006 KN155               | 19 maggio 2006   | Mount Lemmon Survey       |
| 610951 | 2006 KW155               | 28 luglio 2011   | Pan-STARRS                |
| 610952 | 2006 LM8                 | 25 novembre 2014 | Pan-STARRS                |
| 610953 | 2006 LN8                 | 9 ottobre 2012   | Mount Lemmon Survey       |
| 610954 | 2006 LU8                 | 14 dicembre 2017 | Mount Lemmon Survey       |
| 610955 | 2006 MK                  | 27 maggio 2006   | CSS                       |
| 610956 | 2006 MQ                  | 16 giugno 2006   | Spacewatch                |
| 610957 | 2006 MX                  | 16 giugno 2006   | Spacewatch                |
| 610958 | 2006 ML5                 | 5 giugno 2006    | Spacewatch                |
| 610959 | 2006 MO11                | 21 giugno 2006   | Spacewatch                |
| 610960 | 2006 MA12                | 7 maggio 2006    | Spacewatch                |
| 610961 | 2006 MN15                | 31 gennaio 2009  | Mount Lemmon Survey       |
| 610962 | 2006 MO15                | 31 dicembre 2008 | Spacewatch                |
| 610963 | 2006 MS15                | 21 novembre 2009 | Mount Lemmon Survey       |
| 610964 | 2006 MD16                | 20 giugno 2006   | Mount Lemmon Survey       |
| 610965 | 2006 ME16                | 13 novembre 2012 | Mount Lemmon Survey       |
| 610966 | 2006 MU16                | 12 febbraio 2016 | Mount Lemmon Survey       |
| 610967 | 2006 MW16                | 20 giugno 2006   | Mount Lemmon Survey       |
| 610968 | 2006 OA4                 | 21 luglio 2006   | Mount Lemmon Survey       |
| 610969 | 2006 OQ8                 | 21 luglio 2006   | Mount Lemmon Survey       |
| 610970 | 2006 OJ18                | 10 aprile 2005   | Kitt Peak Obs.            |
| 610971 | 2006 OU21                | 4 settembre 2011 | Pan-STARRS                |
| 610972 | 2006 OW23                | 14 novembre 2007 | Mount Lemmon Survey       |
| 610973 | 2006 OG24                | 17 dicembre 2003 | Spacewatch                |
| 610974 | 2006 OG25                | 21 luglio 2006   | Mount Lemmon Survey       |
| 610975 | 2006 OP25                | 19 luglio 2006   | Osservatorio di Mauna Kea |
| 610976 | 2006 OA32                | 3 giugno 2006    | Mount Lemmon Survey       |
| 610977 | 2006 OU34                | 21 luglio 2006   | Mount Lemmon Survey       |
| 610978 | 2006 OO38                | 18 dicembre 2007 | Spacewatch                |
| 610979 | 2006 OU38                | 25 luglio 2006   | Mount Lemmon Survey       |
| 610980 | 2006 OD40                | 8 settembre 2011 | Spacewatch                |
| 610981 | 2006 PL                  | 21 luglio 2006   | Mount Lemmon Survey       |
| 610982 | 2006 PQ                  | 6 agosto 2006    | R. Ferrando, M. Ferrando  |
| 610983 | 2006 PH2                 | 30 maggio 2006   | Mount Lemmon Survey       |
| 610984 | 2006 PO10                | 13 agosto 2006   | NEAT                      |
| 610985 | 2006 PP25                | 13 agosto 2006   | NEAT                      |
| 610986 | 2006 PX28                | 15 agosto 2006   | SSS                       |
| 610987 | 2006 PZ30                | 13 agosto 2006   | NEAT                      |
| 610988 | 2006 PU33                | 26 maggio 2006   | Mount Lemmon Survey       |
| 610989 | 2006 PW40                | 15 agosto 2006   | NEAT                      |
| 610990 | 2006 PB41                | 19 giugno 2006   | Mount Lemmon Survey       |
| 610991 | 2006 PJ41                | 18 agosto 2006   | NEAT                      |
| 610992 | 2006 QZ                  | 17 agosto 2006   | K. Sárneczky, Z. Kuli     |
| 610993 | 2006 QN8                 | 19 agosto 2006   | Spacewatch                |
| 610994 | 2006 QA10                | 20 agosto 2006   | Spacewatch                |
| 610995 | 2006 QW13                | 17 agosto 2006   | NEAT                      |
| 610996 | 2006 QD15                | 13 agosto 2006   | NEAT                      |
| 610997 | 2006 QJ22                | 19 agosto 2006   | LONEOS                    |
| 610998 | 2006 QF29                | 21 agosto 2006   | NEAT                      |
| 610999 | 2006 QF30                | 20 agosto 2006   | NEAT                      |
| 611000 | 2006 QX33                | 23 agosto 2006   | P. Kocher                 |